# Guldknoppmal
Guldknoppmal (Lampronia rupella) är en fjärilsart som först beskrevs av Michael Denis och Ignaz Schiffermüller 1775.  Guldknoppmal ingår i släktet Lampronia, och familjen knoppmalar. Arten är reproducerande i Sverige.

## Bildgalleri

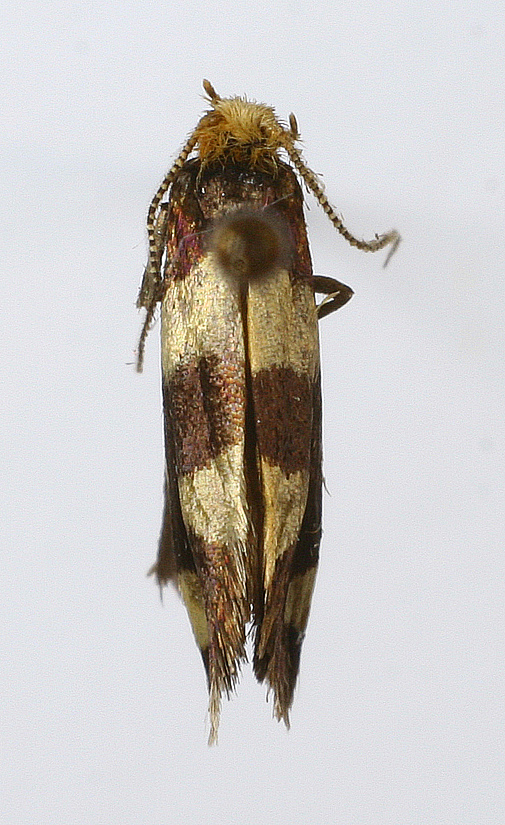